# Área salvaje Rawah
El área salvaje Rawah (del inglés: Rawah Wilderness) es un área salvaje o virgen localizada en el distrito de  Canyon Lakes Ranger del bosque nacional Roosevelt en el estado de Colorado, cerca de la frontera con Wyoming, y también en el bosque nacional de Routt, al sur. Comprende 309,16 km² e incluye 25 lagos con nombres que varían en tamaño entre los 20 000−160 000 m². Hay 137 km de senderos en toda la zona y los rangos de elevación son de 2600 m a 4000 m. Gran parte del área es atravesada por las montañas Medicine Bow y la cordillera Rawah.
El área salvaje se encuentra protegida por el Servicio Forestal de los Estados Unidos.